# Bodokro
Bodokro este o comună din departamentul Béoumi, regiunea Vallée du Bandama, Coasta de Fildeș.